# 椰林镇
椰林镇，是中华人民共和国海南省陵水黎族自治县下辖的一个乡镇级行政单位，也是陵水黎族自治县的行政中心。

## 行政区划
椰林镇下辖以下地区：
和平社区、解放社区、北斗社区、城中社区、沿河社区、中山社区、新丰社区、文化社区、城内村、桃园村、桃源村、坡留村、文官村、雷丰村、华北村、城南村、桃万村、联丰村、华东村、勤丰村、里村、城东村、卓杰村和沟仔农场。